# 観音寺 (気仙沼市)
観音寺（かんのんじ）は、宮城県気仙沼市にある天台宗の寺院。山号は海岸山。本尊は聖観音で、東北三十六不動尊第25番札所である。

## 歴史
寺伝によると和銅年間（708年～714年）に藤原宇合が蝦夷征討の際に首を祀ったのが始まりとされる。その後、行基が巡錫で当地を訪れた際、本尊となる観音像を彫刻、850年（嘉祥3年）に慈覚大師円仁が堂宇を整備して観音寺と寺号を改めた。比叡山延暦寺（滋賀県大津市）の末寺として全国に七寺しかない「不滅の法灯」を受け継いでいる。なお、東北では当寺、立石寺（山形県）、中尊寺（岩手県）の3つのみ。

## 観音堂
境内の観音堂は1723年（享保8年）、仙台藩主5代・伊達吉村が、当地方巡視の際、本吉一郡の寄付を許し建築させたといわれる。堂内にある厨子は縦（最長部）150cm、横（最長部）226cm、高さ228cmのケヤキ製で平面凸字形をなし、前仏の部が突出し、その奥に密仏、その左右に脇仏と各々観音像を納める。前仏の部は入母屋造、杮葺で、軒唐破風をつけている。懸魚、獅子、龍身及び波形尾垂木などがある。黒漆を主調に朱色金色など取り交ぜられている。京都の仏師の作といわれている。1969年（昭和44年）8月29日、県から文化財に指定された。

## 指定文化財
厨子の他、以下が宮城県、気仙沼市から文化財に指定されている。
- 木造阿弥陀如来坐像（彫刻） - 1956年（昭和31年）3月12日
- 意馬心猿の図（絵画） - 1979年（昭和54年）1月23日
- 金銅装笈（工芸品） - 2009年（平成21年）4月28日

## 歌碑、句碑
- 境内では多くの歌碑、句碑が確認できる。
  - 白鳥省吾、土井晩翠、辻潤、前田夕暮、落合直文他

## アクセス
BRT気仙沼線不動の沢駅より徒歩8分